# Falsistrellus affinis
Falsistrellus affinis és una espècie de ratpenat de la família dels vespertiliònids. Viu a la Xina, l'Índia, Myanmar, el Nepal i Sri Lanka. El seu hàbitat natural són els boscos, on es refugia en coves i forats als arbres en colònies de cinc o sis exemplars. Està amenaçat per la tala d'arbres, la conversió de terra per usos agrícoles i la pertorbació del seu hàbitat pels humans.